# Everybody Is Gonna Be Happy/Who'll Be the Next in Line
Everybody Is Gonna Be Happy/Who'll Be the Next in Line è il sesto singolo dei The Kinks. Venne pubblicato nel Regno Unito nel 1965 dalla Pye Records.

## Tracce
1. Everybody Is Gonna Be Happy – 1:59 (Ray Davies)
2. Who'll Be the Next in Line – 2:15 (Ray Davies)

Durata totale: 4:14